# Fooor
Fooor — словацкий развлекательный телеканал, вещавший с 25 февраля по 31 декабря 2013 года. Центром вещания была Загорска-Быстрица, квартал Братиславы. Сетку вещания телеканала составляли комедийные фильмы, телесериалы и различные передачи. С 24 апреля 2013 телеканал был включён в состав 1-го мультиплекса цифрового телевидения Словакии.
Вещание прекратилось 31 декабря 2013, частоту телеканала занял канал Dajto, на который вскоре перешли все программы с Fooor.

## Некоторые телесериалы, транслировавшиеся на Fooor
- Альф
- Бесстыдники
- Бывает и хуже
- Все ненавидят Криса
- Дарма и Грег
- Два с половиной человека
- Две девицы на мели
- Джоуи
- Долго и счастливо
- До смерти красива
- Друзья
- Женаты… с детьми
- Компаньоны
- Майк и Молли
- Перлы моего отца
- Под прикрытием
- Розанна
- Сабрина — маленькая ведьма
- Сайнфелд
- Сделай это
- Семейка Аддамс
- Сообщество
- Теория Большого взрыва
- Фрейзер
- Чак